# 명덕황후 (후한)

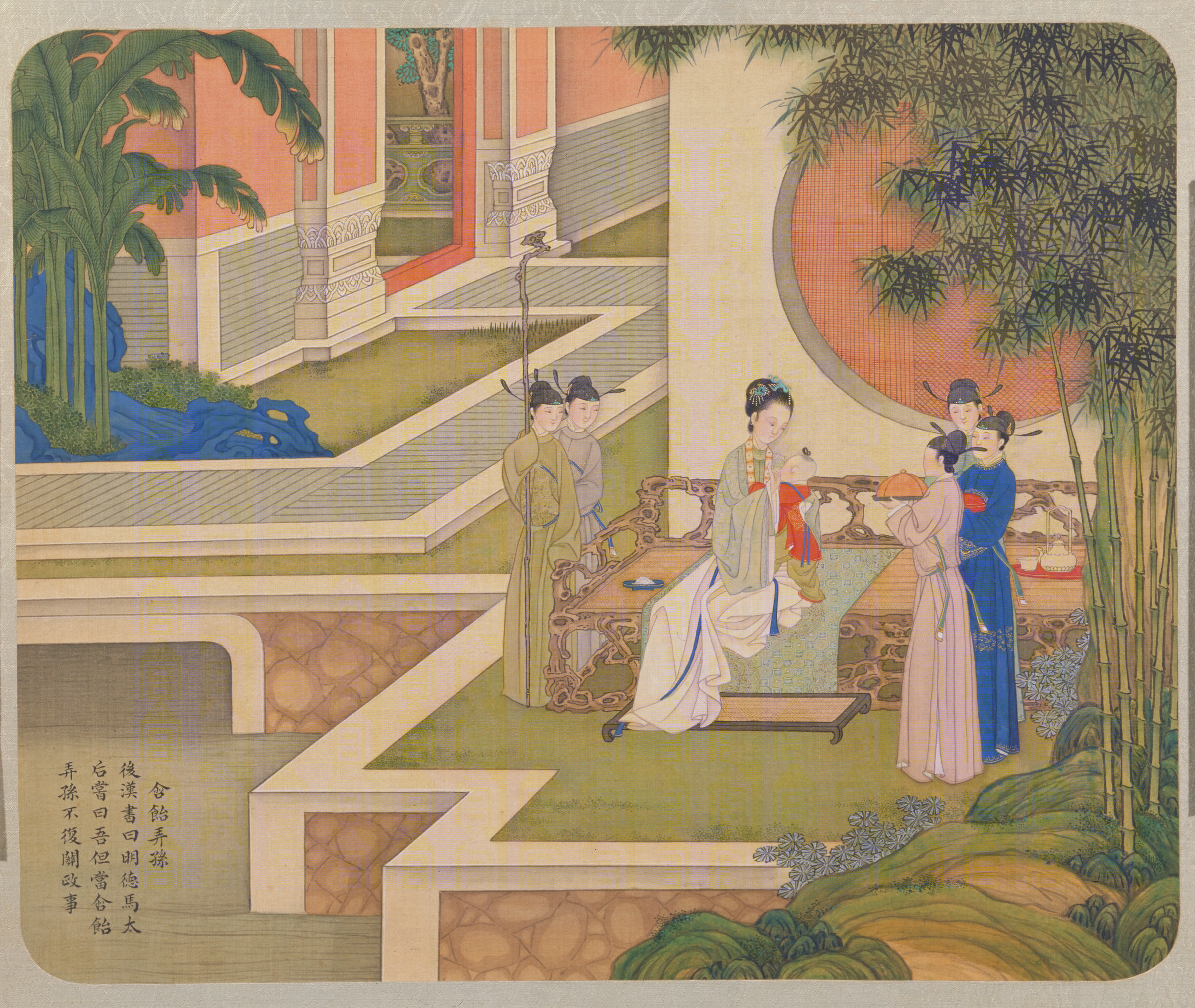

명덕황후 마씨(明德皇后 馬氏, 40년 ~ 79년 8월 16일)는 후한 제2대 황제 명제의 황후이다. 부풍무릉 사람으로 복파장군 마원(馬援)의 딸이다.

## 생애
서기 49년 아버지 마원이 정벌 도중에 세상을 떠나고 집안은 다른 사람들의 모함을 받아 몰락하기 시작했다. 여기에 셋째오빠 마객경까지 병사하자 충격을 받은 어머니도 죽고 말았다. 마씨는 열살이라는 어린 나이에 집안을 돌보게 되었고 사촌오빠 마엄의 추천으로 13세에 태자 유장(劉莊)의 후궁으로 입궁했다. 광무제가 세상을 떠나자 유장이 명제로 즉위하였고 마씨도 귀인(貴人)으로 봉해졌다. 마씨에게는 아이가 없었으나 명제는 마씨와 함께 입궁한 가씨의 아들 유달(劉炟)의 양육을 그녀에게 맡겼다. 마씨는 유달을 친자식처럼 정성껏 길렀고 유달 또한 마씨를 어머니처럼 여겼다. 또한 마씨는 명제가 다른 후궁을 가까이하는 것을 투기하지 않아 명제로부터 변함없는 총애를 받을 수 있었다. 서기 60년 명제는 마씨의 황후 책봉 문제를 두고 그녀가 자식을 낳지 못한 것 때문에 망설였으나 모후인 황태후가 나서서 마씨를 천거하자 그녀를 황후로 세웠다.
명제는 법을 엄격하게 집행해 많은 사람들이 옥에 갇히게 되었는데 마씨가 이를 보고 감옥마다 사람들로 넘쳐난다며 명제에게 여러 차례 시정을 권했다. 명제도 그녀의 의견을 받아들여 사람들을 풀어주고 그 후로도 마씨와 자주 상의하여 일을 처리했다.
마씨는 <역경>, <춘추>, <초사> 등 유가의 경전을 읽었으며 동중서의 문장에 정통했다. 귀한 자리에 있었지만 붙임성이 좋았고, 평소에 포목 옷을 입었으며 치마를 입어도 호화로운 장식은 하지 않았다. 명제가 궁을 떠나 놀 때에도 몸이 불편하다는 이유로 사양하고 따라가지 않았다.
마씨는 외척이 정치에 개입하는 것을 몹시 경계해서 명제 3년에 공신들의 초상화를 그리게 하여 남궁(南宮)의 운대에 걸게 했을 때에도 개국공신인 자신의 아버지를 제외시켰다.
서기 75년 명제가 죽고 즉위한 장제는 마씨의 둘째오빠인 마방(馬防)이 서강족을 평정하는 공을 세우자 1,350채의 집을 하사하려 했다. 그러나 마씨가 이를 한사코 반대하여 뜻을 이루지 못했다. 이듬해 장제는 마씨의 오빠들인 마료와 마방, 마광을 제후로 책봉하고자 했지만 마씨는 외척의 세력이 커지면 조정에 문제가 생긴다며 이번에도 반대했다. 몇 년 뒤 장제가 마씨에게 알리지 않고 오빠들을 제후로 책봉하자 마씨는 크게 화를 내었고 결국 마씨의 오빠들은 받은 작위를 반납했다.

## 참고 문헌
- 샹관핑, 《중국사 열전, 후비 - 황제를 지배한 여인들》, 달과소, 2008